# MUSICMAN (山根康広のアルバム)
『MUSICMAN』（ミュージック・マン）は、2013年6月26日にTSUBASA RECORDSから発売された山根康広10枚目のオリジナルアルバム。

## 解説
オリジナル・アルバムは2007年の『GOLDEN FLYER』以来6年振り。1995年3作目の『Born in 66』以来18年振りにオリコンチャートデイリー・ランキング40位以内（発売週）にランクイン。シングル3曲を含みバラード・ロックの二面性を見せる幅広い楽曲を収録。収録曲13曲はオリジナル・アルバム中最多。今回、タイプA・タイプBの2形態が同時発売。違いは「The Theme OF MUSICMAN」のアレンジが異なる・付属DVDの収録曲が異なる。山根がデビューから20周年という充実期を迎え自身の音楽の集大成であり日本ロックの決定盤と評される。欧米ロック黄金期時代のグルーヴを出しながらしっかりJ-POP/歌謡曲でもあり近年J-ROCKでは少なくなってきた山根の真骨頂と言える「誰もが口ずさめるようなロック」となっている。

## 収録曲
全曲共通　作詞・作曲・編曲：山根康広

### CD
1. MUSICMAN
2. 唇よ愛をさけべ
3. 愛しのマリア
4. IT'S ALL RIGHT
5. ROCK'N ROLL NIGHT
6. CLOUD 9
7. 蒼い風
8. オーロラ
9. GRAND DAYS
10. LOVE GUN
11. TODAY
12. 林檎の木
13. The Theme OF MUSICMAN 　#1（タイプA）#2（タイプB）

### DVD　タイプA
1. CLOUD9　（ミュージック・ビデオ）
2. 林檎の木　（ミュージック・ビデオ）

### DVD　タイプB
1. 愛しのマリア　（ミュージック・ビデオ）
2. 林檎の木　（ミュージック・ビデオ）